# 山男の歌
「山男の歌」（やまおとこのうた）は、1962年にダークダックスが歌って広く流行した流行歌。「娘さんよく聞けよ」で始まるのは作詞者の神保信雄による替え歌で、曲は戦前に海軍兵学校で歌われた「巡航節」に基づく。キャンプファイヤーを囲んで、あるいは登山に関して「アルプス一万尺」、「雪山讃歌」などど共によく歌われる歌曲である。

## 作詞・作曲
ダークダックスが群馬県へ演奏旅行で行った際にファンからこの曲をリクエストされたが知らず、帰京してすぐ楽譜を探してもらいレコーディングしたが、作詞者が見つからなかったので供託金を出して「山男の歌」がリリースされた。後に、作詞は神保信雄と分かり、節回しは広島県江田島にあった海軍兵学校で歌われた「巡航節」に基づくことが判明した。なお、「巡航節」も岡山県笠岡市の北木島に伝わる『石切唄』が原典である。

## 映画など
この歌に影響されて映画『山男の歌 (映画)』（大映、村山三男監督、1962年）が作られた。